# Liste des reines, duchesses et comtesses d'Orléans
Pour les articles homonymes, voir Orléans (homonymie).
Cette liste présente les épouses des princes d’Orléans (rois, comtes et ducs), c’est-à-dire, successivement :
- les reines des Francs d’Orléans (du VIe siècle jusqu’en 607) ;
- les comtesses d’Orléans (du IXe siècle jusqu’en 1270) ;
- les duchesses d’Orléans (de 1345 à 1842).

Aujourd'hui, le titre de courtoisie de duchesse d'Orléans, est utilisé par Gersende de Sabran-Pontevès, en tant qu’épouse de Jacques d'Orléans, duc d'Orléans depuis 1969.

## Reines des Francs d'Orléans
Au VIe siècle, « Orléans » (en latin, Aurelianum), ville du val de Loire, désigne la capitale d’un des royaumes francs. Après avoir été conquis par les Burgondes, ceux qui se faisaient appeler « rois des Francs d’Orléans » cessent de porter ce titre. Le royaume d’Orléans est intégré au royaume de Burgondie en 613.

### Dynastie mérovingienne
| Nom (dates)                                                               | Époux                                                       | Titres                                                                                       | Eléments biographiques                                  |
| ------------------------------------------------------------------------- | ----------------------------------------------------------- | -------------------------------------------------------------------------------------------- | ------------------------------------------------------- |
| Gondioque (495-532)                                                       | - Clodomir (mariage en 517) - Clotaire Ier (mariage en 524) | - Reine des Francs d'Orléans (517-524 puis 524-532) - Reine des Francs de Soissons (524-532) | - Mère de Clodoald.                                     |
| Partage de 524 : royaumes francs répartis entre Reims, Paris et Soissons. |                                                             |                                                                                              |                                                         |
| Division du royaume unifié à la mort de Clotaire Ier (561).               |                                                             |                                                                                              |                                                         |
| Marcatrude d'Outre-Jura (?-566)                                           | - Gontran (mariage en 555)                                  | - Reine des Francs d'Orléans (561-565)                                                       | - Princesse burgonde. Fille de Magnacaire d’Outre-Jura. |
| Austregilde (548-580)                                                     | - Gontran (mariage en 566)                                  | - Reine des Francs d'Orléans (566-580)                                                       |                                                         |
| Faileube (?-596)                                                          | - Childebert II                                             | - Reine des Francs d'Austrasie (?-596) - Reine des Francs de Burgondie et de Paris (592-596) | - Mère de Thibert II et de Thierry II.                  |
| Ermenberge de Wisigothie (?-607)                                          | - Thierry II (mariage en 606)                               | - Reine des Burgondes (606-607)                                                              | - Princesse wisigothe. Fille de Wittéric.               |
| Union à l’Austrasie (612) puis à la Neustrie (613).                       |                                                             |                                                                                              |                                                         |

## Comtesses d’Orléans

### Dynastie carolingienne
| Portrait | Nom (dates)                      | Époux                                                       | Titres                                                                                                  | Eléments biographiques |
| -------- | -------------------------------- | ----------------------------------------------------------- | --- | --- |
| —        | Waldrade (?-824)                 | - Adrien d'Orléans                                          | - Comtesse d'Orléans (?-821)                                                                            | - Mère d'Eudes d'Orléans. |
| —        | Engeltrude de Fézensac (799-853) | - Eudes d'Orléans (mariage en 825)                          | - Comtesse d'Orléans (828-834)                                                                          | - Princesse girardide. Fille de Leuthard Ier de Paris et de Grimeut. - Mère d'Ermentrude d'Orléans.                                                                                                   |
| —        | Adélaïde de Tours (820-866)      | - Conrad Ier de Bourgogne (mariage en 839) - Robert le Fort | - Comtesse de Paris (850-862)                                                                           | - Princesse étichonide. Fille d'Hugues de Tours et d'Ava de Morvois. - Mère de Welf II, d'Hugues l'Abbé, de Conrad II de Bourgogne, d'Eudes de France et de Robert Ier de France.                     |
| —        | Théodérade (868-903)             | - Eudes de France (mariage en 881)                          | - Comtesse de Paris (883-888) - Marquise de Neustrie (886-888) - Reine des Francs (888-898)             | — |
| —        | Judith du Maine (?-925)          | - Hugues le Grand (mariage en 914)                          | - Marquise de Neustrie (923-925)                                                                        | - Princesse hugonide. Fille de Roger du Maine et de Rothilde. |
| —        | Eadhild de Wessex (907/910-937)  | - Hugues le Grand (mariage en 926)                          | - Marquise de Neustrie (926-937) - Duchesse des Francs (936-937)                                        | - Princesse de la Maison de Wessex. Fille d’Édouard l’Ancien et d'Ælfflæd. |
|          | Hedwige de Saxe (910/922-965)    | - Hugues le Grand (mariage en 938)                          | - Duchesse des Francs et marquise de Neustrie (938-956) - Comtesse d'Auxerre (954-956)                  | - Princesse ottonienne. Fille d’Henri Ier de Germanie et de Mathilde de Ringelheim. - Mère de Béatrice de France, d'Hugues Capet, d'Emma de France, d'Otton de Bourgogne et d'Henri Ier de Bourgogne. |
|          | Adélaïde d'Aquitaine (945-1004)  | - Hugues Capet (mariage en 968)                             | - Duchesse des Francs, marquise de Neustrie et comtesse de Paris (968-987) - Reine des Francs (987-996) | - Princesse de la Maison de Poitiers-Aquitaine. Fille de Guillaume III d'Aquitaine et d'Adèle de Normandie. - Mère de Gisèle de France, de Robert II le Pieux et d'Hedwige de France.                 |

## Duchesses d’Orléans

### Maison de Valois

#### Première création (1344)
| Portrait | Nom (dates)                   | Époux                                  | Titres                                                                                    | Eléments biographiques                                                       |
| -------- | ----------------------------- | -------------------------------------- | ----------------------------------------------------------------------------------------- | ---------------------------------------------------------------------------- |
|          | Blanche de France (1328-1393) | - Philippe d'Orléans (mariage en 1345) | - Duchesse d'Orléans et comtesse de Valois (1345-1375) - Comtesse de Touraine (1346-1375) | - Princesse capétienne. Fille de Charles IV de France et de Jeanne d'Évreux. |

#### Deuxième création (1392)
| Portrait | Nom (dates)                       | Époux                                                                                 | Titres | Eléments biographiques | Armoiries |
| -------- | --------------------------------- | ------------------------------------------------------------------------------------- | --- | --- | --------- |
|          | Valentine Visconti (1368-1408)    | - Louis Ier d'Orléans (mariage en 1387)                                               | - Duchesse d'Orléans et de Valois (1392-1407) - Comtesse d'Angoulême (1394-1407) - Comtesse de Blois (1397-1407) - Comtesse de Périgord (1400-1407) - Duchesse engagiste de Luxembourg (1402-1407) - Comtesse de Vertus (de plein droit, 1402-1408) - Comtesse de Soissons (1404-1407) - Comtesse de Dreux (1407) | - Princesse de la Famille Visconti. Fille de Jean Galéas Visconti et d'Isabelle de France. - Mère de Charles d'Orléans, de Philippe d'Orléans, de Jean d'Orléans et de Marguerite d'Orléans. |           |
|          | Isabelle de France (1389-1409)    | - Richard II d'Angleterre (mariage en 1396) - Charles Ier d'Orléans (mariage en 1407) | - Reine d'Angleterre et dame d'Irlande (1396-1399) - Duchesse d'Orléans et de Valois, comtesse de Blois et de Soissons (1407-1409) | - Princesse de la Maison de Valois. Fille de Charles VI de France et d'Isabeau de Bavière. - Mère de Jeanne d'Orléans.                                                                       |           |
|          | Bonne d’Armagnac (1392-1430/1435) | - Charles Ier d'Orléans (mariage en 1410)                                             | - Duchesse d'Orléans et de Valois, comtesse de Blois (1410-1430/35) - Comtesse de Soissons (1410-1412) | - Princesse de la Maison d'Armagnac. Fille de Bernard VII d’Armagnac et de Bonne de Berry.                                                                                                   |           |
|          | Marie de Clèves (1426-1487)       | - Charles Ier d'Orléans (mariage en 1440)                                             | - Duchesse d'Orléans et de Valois, comtesse de Blois (1440-1465) | - Princesse de la Maison de La Marck. Fille d’Adolphe Ier de Clèves et de Marie de Bourgogne. - Mère de Marie d'Orléans, de Louis XII de France et d'Anne d'Orléans.                         |           |
|          | Jeanne de France (1464-1505)      | - Louis XII de France (mariage en 1476)                                               | - Duchesse d'Orléans et de Valois, comtesse de Blois (1476-1498) - Reine de France (1498) - Duchesse de Berry (par apanage, 1498-1505) | - Princesse de la Maison de Valois. Fille de Louis XI de France et de Charlotte de Savoie.                                                                                                   |           |

#### Troisième création (1519)
| Portrait | Nom (dates)                      | Époux                                  | Titres | Eléments biographiques | Armoiries |
| -------- | -------------------------------- | -------------------------------------- | --- | --- | --------- |
|          | Catherine de Médicis (1519-1589) | - Henri II de France (mariage en 1533) | - Comtesse de Lauragais (de plein droit, 1519-1589) - Comtesse d'Auvergne (de plein droit, 1524-1589) - Duchesse d'Orléans (1533-1536 puis 1566-1589) - Dauphine de France et duchesse de Bretagne (1536-1547) - Reine de France (1547-1559) - Duchesse d'Alençon (1559-1566) - Comtesse de Dreux (1559-1569) - Régente de France (1560-1563 puis 1574) | - Princesse de la Maison de Médicis. Fille de Laurent II de Médicis et de Madeleine de La Tour d'Auvergne. - Mère de François II de France, d'Élisabeth de France, de Claude de France, de Louis de France, de Charles IX de France, d'Henri III de France, de Marguerite de France, de François de France, de Jeanne de France et de Victoire de France. |           |

Catherine de Médicis, veuve du roi Henri II depuis 1559, devient duchesse d'Orléans en février 1566 lors de la redéfinition de son douaire par son fils Charles IX. Elle prend possession du duché en mars 1569 et est titrée duchesse douairière d'Orléans. À son décès, le duché d'Orléans fit retour à la Couronne.

### Maison de Bourbon

#### Neuvième création (1626)
| Portrait | Nom (dates)                              | Époux                                | Titres | Eléments biographiques | Armoiries |
| -------- | ---------------------------------------- | ------------------------------------ | --- | --- | --------- |
|          | Marie de Bourbon-Montpensier (1605-1627) | - Gaston de France (mariage en 1626) | - Duchesse de Montpensier, princesse de Dombes et de La Roche-sur-Yon, dauphine d'Auvergne, comtesse de Mortain et de Bar-sur-Seine, baronne de Beaujolais (de plein droit, 1608-1627) - Duchesse d'Orléans, de Chartres et de Valois, comtesse de Blois (1626-1627) | - Princesse de la Maison de Bourbon-Montpensier. Fille d’Henri de Montpensier et d'Henriette-Catherine de Joyeuse. - Mère d'Anne-Marie-Louise d'Orléans.                                                     |           |
|          | Marguerite de Lorraine (1615-1672)       | - Gaston de France (mariage en 1632) | - Duchesse d'Orléans, de Chartres et de Valois, comtesse de Blois (1632-1660) - Duchesse d'Alençon (1646-1660) | - Princesse de la Maison de Lorraine. Fille de François II de Lorraine et de Christine de Salm. - Mère de Marguerite-Louise d'Orléans, d'Élisabeth-Marguerite d'Orléans et de Françoise-Madeleine d'Orléans. |           |

#### Dixième création (1661)
| Portrait | Nom (dates)                                   | Époux                                        | Titres | Eléments biographiques | Armoiries |
| -------- | --------------------------------------------- | -------------------------------------------- | --- | --- | --------- |
|          | Henriette d’Angleterre (1644-1670)            | - Philippe d'Orléans (mariage en 1661)       | - Duchesse d'Orléans, de Valois et de Chartres (1661-1670) | - Princesse de la Maison Stuart. Fille de Charles Ier d’Angleterre et d'Henriette-Marie de France. - Mère de Marie-Louise d'Orléans, de Philippe-Charles d'Orléans et d'Anne-Marie d'Orléans. |           |
|          | Élisabeth-Charlotte de Bavière (1652-1722)    | - Philippe d'Orléans (mariage en 1671)       | - Duchesse d'Orléans et de Valois (1671-1701) - Duchesse de Chartres (1671-1674) - Duchesse de Nemours (1672-1701) - Duchesse de Montpensier et princesse de Joinville (1693-1701) | - Princesse de la Maison de Wittelsbach. Fille de Charles Ier Louis du Palatinat et de Charlotte de Hesse-Cassel. - Mère d'Alexandre-Louis d’Orléans, de Philippe d'Orléans et d'Élisabeth-Charlotte d’Orléans. |           |
|          | Françoise-Marie de Bourbon (1677-1749)        | - Philippe d'Orléans (mariage en 1692)       | - Duchesse de Chartres (1692-1701) - Duchesse d'Orléans, de Valois, de Nemours et de Montpensier, princesse de Joinville (1701-1723)                                               | - Princesse de la Maison de Bourbon. Fille légitimée de Louis XIV de France et de Madame de Montespan. - Mère de Marie-Louise-Élisabeth d'Orléans, d'Adélaïde d’Orléans, de Charlotte Aglaé d’Orléans, de Louis d'Orléans, de Louise-Élisabeth d’Orléans, de Philippine-Élisabeth d’Orléans et de Louise d’Orléans.                        |           |
|          | Auguste de Bade-Bade (1704-1726)              | - Louis d'Orléans (mariage en 1724)          | - Duchesse d'Orléans, de Valois, de Nemours et de Montpensier, princesse de Joinville (1724-1726)                                                                                  | - Princesse de la Maison de Zähringen. Fille de Louis-Guillaume de Bade-Bade et de Françoise-Sibylle de Saxe-Lauenbourg. - Mère de Louis-Philippe d'Orléans. |           |
|          | Louise-Henriette de Bourbon-Conti (1726-1759) | - Louis-Philippe d'Orléans (mariage en 1743) | - Duchesse de Chartres (1743-1752) - Duchesse d'Orléans, de Valois, de Nemours et de Montpensier, princesse de Joinville (1752-1759)                                               | - Princesse de la Maison de Bourbon-Conti. Fille de Louis-Armand de Bourbon-Conti et de Louise-Élisabeth de Bourbon-Condé. - Mère de Louis-Philippe d'Orléans et de Bathilde d'Orléans. |           |
|          | Marie-Adélaïde de Bourbon (1753-1821)         | - Louis-Philippe d'Orléans (mariage en 1769) | - Duchesse de Chartres (1769-1785) - Duchesse d'Orléans, de Nemours et de Montpensier, princesse de Joinville (1785-1790)                                                          | - Princesse de la Maison de Bourbon. Fille de Louis-Jean-Marie de Bourbon et de Marie-Thérèse-Félicité d'Este. - Mère de Louis-Philippe Ier, d'Antoine d'Orléans, d'Adélaïde d'Orléans et de Louis-Charles d'Orléans. |           |
|          | Marie-Amélie de Bourbon-Siciles (1782-1866)   | - Louis-Philippe Ier (mariage en 1809)       | - Duchesse d'Orléans, de Valois, de Nemours et de Montpensier, princesse de Joinville (1814-1830) - Reine des Français (1830-1848)                                                 | - Princesse de la Maison de Bourbon-Siciles. Fille de Ferdinand Ier des Deux-Siciles et de Marie-Caroline d'Autriche. - Mère de Ferdinand-Philippe d'Orléans, de Louise d'Orléans, de Marie d'Orléans, de Louis d'Orléans, de Clémentine d'Orléans, de François d'Orléans, de Charles d'Orléans, d'Henri d'Orléans et d'Antoine d'Orléans. |           |

#### Onzième création (1830)
| Portrait | Nom (dates)                                 | Époux                                            | Titres                                                         | Eléments biographiques | Armoiries |
| -------- | ------------------------------------------- | ------------------------------------------------ | -------------------------------------------------------------- | --- | --------- |
|          | Hélène de Mecklembourg-Schwerin (1814-1858) | - Ferdinand-Philippe d'Orléans (mariage en 1837) | - Princesse royale de France et duchesse d'Orléans (1837-1842) | - Princesse de la Maison de Mecklembourg. Fille de Frédéric-Louis de Mecklembourg-Schwerin et de Caroline-Louise de Saxe-Weimar-Eisenach. - Mère de Philippe d'Orléans et de Robert d'Orléans. |           |

### Titre de courtoisie
| Portrait | Nom (dates)                                      | Époux                                  | Titres                                                                                 | Eléments biographiques |
| -------- | ------------------------------------------------ | -------------------------------------- | -------------------------------------------------------------------------------------- | --- |
|          | Marie-Dorothée de Habsbourg-Lorraine (1867-1932) | - Philippe d'Orléans (mariage en 1896) | - Épouse du prétendant orléaniste au trône de France et duchesse d'Orléans (1896-1926) | - Princesse de la Maison de Habsbourg-Lorraine. Fille de Joseph de Habsbourg-Lorraine et de Clotilde de Saxe-Cobourg-Kohary.                                   |
| —        | Gersende de Sabran-Pontevès (1942-)              | - Jacques d'Orléans (mariage en 1969)  | - Duchesse d'Orléans (1969-)                                                           | - Princesse de la Maison de Sabran-Pontevès. Fille de Foulques de Sabran-Pontevès et de Roselyne Manca-Amat de Vallombrosa. - Mère de Charles-Louis d'Orléans. |